# Hedwig Gollob
Hedwig Maria Gollob (* 13. Januar 1895 in Olmütz, Österreich-Ungarn; † 13. Juni 1983 in Wien) war eine österreichische Kunsthistorikerin, Historikerin, Architektin, Schriftstellerin und Bibliothekarin.

## Leben
Hedwig Maria Gollob wurde 1895 als Tochter von Hedwig Gollob Prokisch und Eduard Gollob in Olmütz, Mähren geboren. Ihr Vater unterrichtete am Deutschen k.u.k. Staatsgymnasium der Stadt. Bald siedelte die Familie nach Krems an der Donau um, wo sie die Volksschule besuchte. 1906 wurde die Familie in Wien ansässig. Hedwig Gollob absolvierte das Mädchengymnasium in der Rahlgasse (GRG 6), das erste seiner Art in Wien.
Im Jahr 1914 immatrikulierte sie sich an der Universität Wien. Neben Alfons Dopsch, und Oswald Redlich, zählten Max Dvorák und Josef Strzygowski zu ihren Universitätslehrern. Bei ihnen hörte sie Geschichte, Kunstgeschichte und Archäologie, daneben auch Archivkunde und Paläographie des Mittelalters. Vorstellungen, wie die eines „Sehwillens“, in dem sich der jeweilige Zeitgeist äußere, so Hedwig Gollob 1933, lassen im Rückblick erkennen, wie sehr die Ideen einer „Kunstgeschichte als Geistesgeschichte“ (Max Dvorák) die Wissenschaftlerin geprägt haben und ihr Zugang zu allen Epochen eröffneten. 1920 schloss sie ihre breit gefächerten Studien mit einer Promotion ab. Im Zuge dessen bearbeitete sie das Thema: Der Wiener Holzschnitt von 1490 bis 1550. Eine Rück-Entwicklungsgeschichte deutscher Kunst in der Übergangszeit von der Gotik zur deutschen Renaissance.

## Karriere
Den Einstieg in das Berufsleben fand Gollob als Dozentin in der Volksbildung, schlug dann aber als Bibliothekarin der TH Wien eine Beamtenlaufbahn ein. Diese Stelle, die sie von 1920 bis 1942 innehatte, befriedigte sie nicht. Verschiedene Versuche, in leitende Positionen im wissenschaftlichen Bibliotheksdienst an anderen Kulturinstitutionen der Stadt aufzusteigen, schlugen fehl. Gollob nahm nun neben ihrer Arbeit von 1934 bis 1939 ein Hochbaustudium an der TH Wien auf und graduierte 1939 zum Dipl.-Ing. Währenddessen gehörte sie kurzzeitig auch dem Architektenteam um Clemens Holzmeister an und begleitete ihn als Bauforscherin in die Türkei. Andere Reisen führten durch Europa, Nordafrika und den Vorderen Orient, wie in die USA.1942 wurde Gollob aus politischen Gründen mehrfach versetzt, 1944 zwangspensioniert.
Nach Kriegsende nahm sie ein weiteres Studium an der Hochschule für angewandte Kunst Wien auf und studierte Malerei und Bühneninszenierung. Schließlich wurde sie 1948 als Staatsbibliothekarin an der Universitätsbibliothek Wien angestellt und blieb in dieser Stellung bis zu ihrer Pensionierung 1961, publizierte jedoch noch bis 1978 und hinterließ ein erstaunlich vielfältiges, literarisches wie wissenschaftliches Werk, oftmals im Selbstverlag erschienen. Daneben bereicherte sie führende religionswissenschaftliche und theaterwissenschaftliche Nachschlagewerke, etwa Herders Lexikon für Theologie und Kirche oder Heinz Kindermanns mehrbändiges Werk der Theatergeschichte Europas mit einschlägigen Artikeln.
Größere Beachtung fanden ihre Forschungen zur Geschichte der technischen Hochschule in Wien, die 1987 ins Japanische übersetzt wurden. Hedwig Gollob war Mitglied verschiedener akademischer Interessensverbände, darunter der Verein für Geschichte der Stadt Wien, die Gutenberg-Gesellschaft in Mainz, der österreichische Ingenieur- und Architektenverein sowie die Zentralvereinigung der Architekten Österreichs.
Beachtung verdient nicht zuletzt ihr Auftreten als Stifterin. So vermachte sie bereits 1941 und 1944 einen Marmortorso und andere Fundstücke aus Kleinasien den archäologischen Sammlungen der Universität Wien. Teile ihres wissenschaftlichen Vorlasses übergab sie 1979 Renate Wagner-Rieger, die zu diesem Zeitpunkt dem Institut für Kunstgeschichte der Universität Wien vorstand. 1983 starb Hedwig Gollob hochbetagt und wurde auf dem Wiener Zentralfriedhof bestattet.

## Schriften (Auswahl)
- Die Entstehung der Germanischen Renaissance. Straßburg 1926, OCLC 79205066.
- Der Wiener Holzschnitt in den Jahren von 1490 bis 1550. Seine Bedeutung für die nordische Kunst, seine Entwicklung, seine Blüte und seine Meister. Wien 1926, OCLC 58940552.
- Lorenzo Ghibertis künstlerischer Werdegang. Straßburg 1929, OCLC 493446670.
- Die Entwicklungsgeschichte der Modernen Kunst. Straßburg 1933.
- Wege der neuen Weltanschauung. Sozialwissenschaftliche Studie. Leipzig, Straßburg, Zürich 1936.
- Das moderne Zentralbühnenhaus und die antiken Spielarenen. In: Wiener Projekte. Band 1. Gerold & Co, Wien 1955.
- Das Haus der berufstätigen Frau. Eine sozialwissenschaftlich-architektonische Studie. In: Wiener Projekte. Band 2. Gerold & Co, Wien 1955.
- Musik und Bühneninszenierung. In: Wiener Projekte. Nr. 3. Gerold & Co, Wien 1956.
- Die Basler Initialserien aus Frühdrucken. Mit 116 Faksimiles. Baden-Baden 1959.
- Die Mechanisierung der wissenschaftlichen Bibliotheken. Selbstverlag, Wien 1959.
- Geschichte der Technischen Hochschule in Wien. Nach neu aufgefundenem Aktenmaterial bearbeitet. Gerold, Wien 1964.
- Der Werdegang einer großen Idee: die Frühakten zur Geschichte der Technischen Hochschule in Wien. Oskar Langer, Wien 1965.
- Zur Frühgeschichte der Technischen Hochschule in Wien. In: Heinrich Sequenz (Hrsg.): 150 Jahre technische Hochschule in Wien, 1815-1965. Band 1. Wien 1965, S. 159–200.
- Geschichte der k.k. Manufakturzeichenschule in Wien. Tl. II Von der Gründung des Wiener Polytechnischen Institutes bis zur Wiener Kunstgewerbeschule und zur Lehranstalt für Textilindustrie. In: Österreich in Geschichte und Literatur. Band 12. Wien 1968, S. 81–95.